# Anthurium wagenerianum
Anthurium wagenerianum är en kallaväxtart som beskrevs av Karl Heinrich Koch och Carl David Bouché. Anthurium wagenerianum ingår i släktet Anthurium och familjen kallaväxter. Inga underarter finns listade.